# Hypsioma hezia
Hypsioma hezia là một loài bọ cánh cứng trong họ Cerambycidae.